# جوع المسلمين الأولين
أصيب المسلمون بالجوع في أزمنة عديدة ولعل من أشهرها عام الرمادة سنة ثمان عشرة في عهد عمر بن الخطاب.

## عهد النبي
روي عن أنس بن مالك أنه وجد الرسول صلى الله عليه وسلم يوما قد عصب بطنه بعصابة وذلك من الجوع. وكان المسلمون الأولون يشدون الأحجار على بطونهم ليقيموا أصلابهم من الجوع.

## عام الرمادة
قال زيد بن أسلم عن أبيه قال لما كان عام الرمادة تجلبت العرب من كل ناحية فقدموا المدينة فكان عمر بن الخطاب قد أمر رجالا يقومون عليهم ويقسمون عليهم أطعمتهم وإدامهم فكان يزيد ابن أخت النمر وكان المسور بن مخرمة وكان عبد الرحمن بن عبد القاري وكان عبد الله بن عتبة بن مسعود فكانوا إذا أمسوا اجتمعوا عند عمر فيخبرونه بكل ما كانوا فيه وكان كل رجل منهم على ناحية من المدينة وكان الأعراب حلولا فيما بين رأس الثنية إلى راتج إلى بني حارثة إلى بني عبد الأشهل إلى البقيع إلى بني قريظة ومنهم طائفة بناحية بني سلمة هم محدقون بالمدينة فسمعت عمر يقول ليلة وقد تعشى الناس عنده احصوا من يتعشى عندنا فأحصوهم من القابلة فوجدهم سبعة آلاف رجل وقال أحصوا العيالات الذين لا يأتون والمرضى والصبيان فأحصوا فوجدوهم أربعين ألفا ثم مكثنا ليالي فزاد الناس فأمر بهم فأحصوا فوجدوا من يتعشى عنده عشرة آلاف والآخرين خمسين ألفا فما برحوا حتى أرسل الله السماء فلما مطرت رأيت عمر قد وكل كل قوم من هؤلاء النفر بناحيتهم يخرجونهم إلى البادية ويعطونهم قوة وحملانا إلى باديتهم ولقد رأيت عمر يخرجهم هو بنفسه قال أسلم وقد كان وقع فيهم الموت فأراه مات ثلثاهم وبقي ثلث وكانت قدور عمر يقوم إليها العمال في السحر يعملون الكركور حتى يصبحوا ثم يطعمون المرضى منهم ويعملون العصائد وكان عمر يأمر بالزيت فيفار في القدور الكبار على النار حتى يذهب حمته وحره ثم يثرد الخبز ثم يؤدم بذلك الزيت فكانت العرب يحمون من الزيت وما أكل عمر في بيت أحد من ولده ولا بيت أحد من نسائه ذواقا زمان الرمادة إلا ما يتعشى مع الناس حتى أحيا الله الناس أول ما أحيا اهـ.